# 나가이 료
나가이 료(일본어: 永井 龍, 1991년 5월 23일 ~ )는 일본의 축구 선수이다.

## 구단 경력
그는 2010년부터 J리그의 세레소 오사카, 오이타 트리니타, V-파렌 나가사키, 나고야 그램퍼스, 마쓰모토 야마가 FC, 산프레체 히로시마, 파지아노 오카야마에서 뛰었다.